# Acetábulo (vaso)

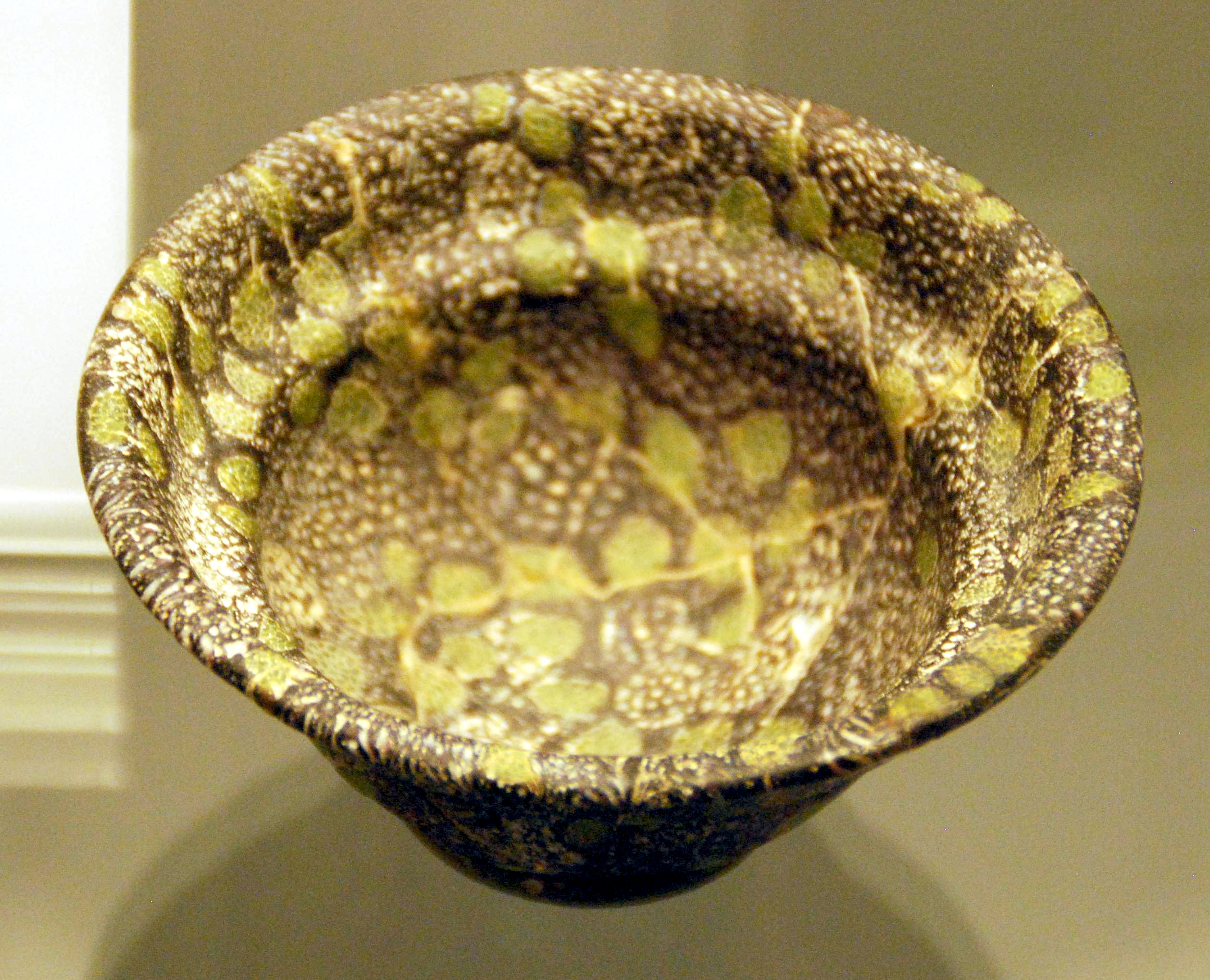
Acetábulo romano (c. século I a.C. a século I d.C.

Acetábulo (em latim: acetabulum) era o vaso usado por gregos e romanos para acondicionar vinagre e outros condimentos. Acredita-se que ele era colocado sobre a mesa para que cada comensal pudesse mergulhar o alimento no molho. Por esse motivo seu corpo era alongado e dispunha de um bocal amplo. Para além dessa função ele também se prestava a servir salada, vinho, mel e jogar cótabo. Usualmente era produzido com terracota, mas é possível encontrar exemplares de prata, bronze e ouro. Por sua forma, empresta o nome à estrutura óssea existente no quadril (vide fossa do acetábulo).